# 2018年7月

## 7月1日
- 2018年墨西哥大選進行投票[1]。

## 7月2日
- 泰國官員表示搜救人員已找到在6月23日進入清萊府睡美人洞後下落不明的13人[2]。

## 7月3日
- 马来西亚前首相纳吉·阿都拉萨因为涉嫌挪用公款而被逮捕，预计7月4日出庭面控[3]。
- 義大利語維基百科屏蔽所有條目，以示不滿欧洲联盟推動的《數位單一市場版權法案》草案，並宣稱「維基百科面臨關閉風險」[4]。

## 7月4日
- 在欧洲议会表決《數位單一市場版權法案》草案前夕，西班牙語[5]、愛沙尼亞語、波蘭語和拉脫維亞語維基百科亦先後屏蔽所有條目以示不滿[6]。
- 第42届联合国教育、科学及文化组织世界遺產委員會會議結束。本屆會議一共新增19處世界遗产[7]。

## 7月5日
- 欧洲议会以278票支持，318票反对，31票棄权否決了备受争议的数字化单一市场版权指令，并议決在9月恢复讨论法案。[8]
- 两艘观光船在泰國普吉島附近海面因惡劣天氣沉沒，其中一艘船有47人遇難，另一艘船的乘客則全部獲救。[9]

## 7月6日
- 因東京地鐵沙林毒氣事件而被判處死刑之犯人麻原彰晃等7人，已被日本政府執行絞刑完畢。[10]
- 美国在北京时间12时01分正式对来自中华人民共和国的价值340亿美元的商品加征25%关税，中方同时作出对等回应，双方相互威胁已久的贸易战成为现实。[11]

## 7月8日
- 2018年7月西日本豪雨已造成至少76人喪生，另有92人失蹤。[12]
- 土耳其政府宣布自2016年流產政變以來的又一波清洗，解雇約1.86萬名公務員，包括近9000名警員、軍人和學者。官方公報稱，被革職的8998名警察懷疑與危害國安的恐怖組織有關。長達兩年的國家緊急狀態也預計於本月結束[13]。
- 接觸神經毒劑諾維喬克後於6月30日在英國埃姆斯伯里昏倒的44歲女子唐·斯特吉斯搶救無效死亡，同時中毒的45歲男子查理·羅利則仍然危殆[14]。

## 7月9日
- 繼英国退出欧洲联盟事务大臣戴德偉於7月8日辭職後，外交及聯邦事務大臣鲍里斯·约翰逊也因为不满英国首相特雷莎·梅的脫離歐盟政策而辞去内阁职务。[15][16]
- 雷杰普·塔伊普·埃尔多安宣誓就任新一屆土耳其總統，標誌着土耳其正式從議會制轉變為总统制。[17]
- 埃塞俄比亚與厄立特里亚簽署聯合聲明，宣佈兩國結束戰爭狀態。[18]
- 美國總統唐納·川普提名布雷特·卡瓦諾出任美國最高法院大法官，接替即將退休的安東尼·肯尼迪。[19]
- 委内瑞拉全国代表大会公佈最新經濟數據，顯示該國在截至2018年6月的過去12個月的通脹率達到46,305%。[20]

## 7月10日
- 最後一批受困者成功離開睡美人洞。[21]
- 葡萄牙著名足球运动员克里斯蒂亚诺·罗纳尔多以1.05亿欧元的转会费从西甲豪门皇家马德里转会到意甲尤文图斯足球俱乐部。[22]
- 美國政府公佈擬加徵10%關稅的總值2,000億美元進口中國貨物清單。[23]

## 7月12日
- 敘利亞政府軍收復德拉省首府德拉的反對派控制區。[24]
- 愛爾蘭共和國下議院全體通過化石燃料撤資議案，將會出售政府現有全部化石燃料的投資，亦是全球首個國家落實相關措施，以推動綠色經濟[25]。
- 澳大利亚参议院发言人瑞安（Scott Ryan）宣布，今后国会招聘的实习生将只限于澳大利亚公民，外国实习生今后禁止替议员工作。其拒绝回答作出本次政策修改的直接原因，对记者提出的此举是否在于阻止中国人干预，也不予置评[26]。
- 德国石荷州最高法院裁定，加泰罗尼亚自治区前主席普伊格德蒙特（Carles Puigdemont）可被引渡回西班牙，不过引渡条件是普伊格德蒙特在西班牙只能接受滥用公共资金的指控，而不接受更严重的叛乱指控[27]。

## 7月13日
- 巴基斯坦發生兩宗針對選舉集會的炸彈襲擊，造成超過100人喪生。[28]

## 7月14日
- 古巴共产党中央委员会机关报《格拉玛报》公布古巴宪法改革的细节，包括重新设立“古巴总理”一職，把国家元首和政府首脑的职责分開，以及對古巴国务委员会主席任期設限，只能连任一次，废除领导人终身制，同时承认私有财产。修宪委员会主席由现任古巴共产党第一书记劳尔·卡斯特罗担任。[29]
- 海地總理傑克·蓋伊·拉豐唐辭職。[30]
- 比利時國家足球隊奪得2018年國際足協世界盃季軍。[31]

## 7月15日
- 法國國家足球隊在2018年國際足協世界盃決賽擊敗克羅地亞隊，贏得2018年國際足協世界盃冠軍。[32]
- 美國總統唐納·川普在CBS新聞播出的訪問中表示欧洲联盟在貿易上是美國的敵人。[33]
- 中华人民共和国的国家食品药品监督管理局通报了长春长生狂犬病疫苗生产记录造假问题[34]。

## 7月16日
- 美国总统唐納·川普和俄罗斯總統弗拉基米尔·普京在芬蘭首都赫尔辛基举行峰会。[35]
- 批判俄羅斯普京政府管治的活躍團體Pussy Riot在FB表示，曾強行闖入世界盃決賽表達抗議當局的四名成員連夜被警方扣留，各人不獲准進食、睡眠或洗澡，被扣留人士亦不能會見律師，質疑警方的做法違法。各人被控兩項「輕罪」（misdemeanor），面臨最多15日監禁[36]。

## 7月19日
- 马来西亚首相马哈迪·莫哈末在国会下议院问答环节指出，政府将归还20%石油盈利税给所有生产石油的州属[37]。
- 土耳其解除自2016年未遂政變後開始實施的紧急状态。[38]

## 7月20日
- 日本參議院通過《綜合度假村實施法》，可建包含賭場、酒店和購物中心的綜合度假村，准許全國興建最多3個賭場度假村，首間預計2020年代中開幕。為防國民沉迷賭博，法例限制每名國民每月只可進賭場10次，且要支付6000日元入場費[39]。

## 7月23日
- 中国国务院总理李克强、中共中央总书记习近平先后分别作出批示和指示要求彻查长生生物公司生产问题疫苗事件[40][41]。
- 老挝阿速坡省一座興建中的水壩崩塌，50億立方米洪水沖向下游，造成數百人下落不明[42]。
- 中国从公益圈开始，大规模ME TOO运动爆发。相继引燃到媒体圈、公知圈等。包含袁天鹏、雷闯、冯永锋、张锦雄、邓飞、霍庆川、刘国强以及著名央视主持人朱军等。大量女性站出来指控曾在生活或工作中遭遇性骚扰/强奸/强奸未遂等。[來源請求]

## 7月24日
- 東亞奧委會（EAOC）在中國北京召開臨時理事會，討論停辦原訂2019年在台中舉行的東亞青年運動會（前身東亞運動會）第一屆賽事，八個會員全數出席舉手表決，包括中國大陸及香港在內的六個國家地區，以及東亞奧林匹克委員會中國籍主席劉鵬，七票全部支持停辦，最後決定停辦。中華奧會副主席蔡賜爵表示，會員國是因為台灣正在進行的2020東京奧運台灣正名公投連署行動，而對2019年是否能順利舉辦東亞青運有疑慮，所以提出就停辦賽事進行表決。台灣總統府質疑今次是公然以政治干預體育，對中國的粗暴行徑給予嚴厲譴責[43]。
- 希臘阿提卡大區的山火已造成至少60人喪生[44]。
- 美国农业部宣佈将对受貿易爭端影响的美国农牧场主提供120亿美元的支持。这些项目包括直接向农民付钱、贸促措施以及购买食物。按照《商品贸易公司宪章法》，这些项目已经获得授权，无需国会专门批准[45]。

## 7月25日
- 2018年巴基斯坦大選進行投票[46][47]。
- 伊斯兰国在敘利亞西南部城市苏韦达及其周邊發動多宗襲擊，造成超過200人喪生[48]。
- 火星快車號雷達首次在火星南極冰層下方探測到一個長度約20公里的液態滷水湖泊[49]。

## 7月26日
- 東京地鐵沙林毒氣事件再有六名前奧姆真理教骨幹成員的主犯被處決，全13死囚（包括麻原彰晃）已伏法。[50]
- 希臘雅典山火未受控增至81死，料有數十人失蹤正加緊搜救。暫時未知確實起火原因，當局正調查事件是否涉及蓄意縱火。[51]
- 在北京的美國駐華使館外，下午一時許發生爆炸，大批警察在場戒備。據北京公安之後通報，是一名男子在大使館外點燃疑似爆竹裝置，引致爆炸。[52][53]
- 美國總統唐納·川普在推特表示鑒於土耳其政府長期無理關押美國牧师安德魯·布倫森，將會對土耳其實施重大制裁。[54]
- 美國白宮首席經濟顧問庫德洛（Larry Kudlow）接受美國媒體Fox Business Network訪問時表示，歐盟委員會主席容克（Jean-Claude Juncker）近日和美國總統特朗普會面時已承諾，歐盟將會在貿易問題上和美國聯手對抗中國[55]。
- 日本及韓國受到熱浪襲擊，韓國測得40.3度高溫，打破有紀錄觀測111年以來最高溫紀錄[56]。

## 7月27日
- 北韓向美國移交55具據信是韓戰美軍士兵的遺骸。[57]
- 北韓官方媒體证实李永吉大将已经取代李明秀次帅，成為新一任朝鲜人民军总参谋长。[58]

## 7月29日
- 2018年柬埔寨大选進行投票。[59]
- 2018年馬里總統選舉進行投票。[60]
- 印度尼西亚龙目岛地区发生MW 6.4级地震，造成至少14人遇难、数百人受伤[61]。
- 傑蘭特·托馬斯贏得2018年环法自行车赛總冠軍[62]。
- 孟加拉国民众发起抗议活动，呼吁政府采取措施改善道路安全。[63]

## 7月30日
- 2018年津巴布韋大選進行投票。[64]
- 伊朗里亞爾兌美元的黑市匯率再創新低，達到122,000里亞爾兌1美元。[65]
- 美國國務卿蓬佩奧宣布美國將於印太投資逾1.13億美元，促進地區貿易及互聯互通，深化美國跟亞洲國家的伙伴關係。這次投資案內容將涵蓋科技、能源、觀光、基礎建設。日本、澳大利亞隨後也宣佈跟進，三方還簽訂共同聲明[66][67]。

## 7月31日
- 墨西哥國際航空AM2431班機於墨西哥杜蘭戈墜毀，機上全部人奇蹟生還[68]。